# Боллебюгд
Боллебюгд (швед. Bollebygd) — містечко (tätort, міське поселення) у центральній Швеції в лені Вестра-Йоталанд. Адміністративний центр комуни Боллебюгд.

## Географія
Містечко знаходиться у південній частині лена Вестра-Йоталанд за 430 км на захід від Стокгольма.

## Історія
Боллебюгд є важливим залізничним вузлом, що сприяло розвитку містечка.

## Герб міста
Герб було розроблено для ландскомуни Боллебюгд. Отримав королівське затвердження 1955 року.
Сюжет герба: у чорному полі золотий глек з вухом. Походить з печатки 1568 року гераду (територіальної сотні) Боллебюгд.
Після адміністративно-територіальної реформи, проведеної у Швеції на початку 1970-х років, муніципальні герби стали використовуватися лишень комунами. Цей герб був 1971 року перебраний для нової комуни Боллебюгд. 

## Населення
Населення становить 4 264 мешканців (2018). 

## Спорт
У поселенні базуються футбольні клуби Боллебюгдс ІФ і «Гестафорс» ІФ, гандбольний Боллебюгдс АФФ та інші спортивні організації.

## Галерея

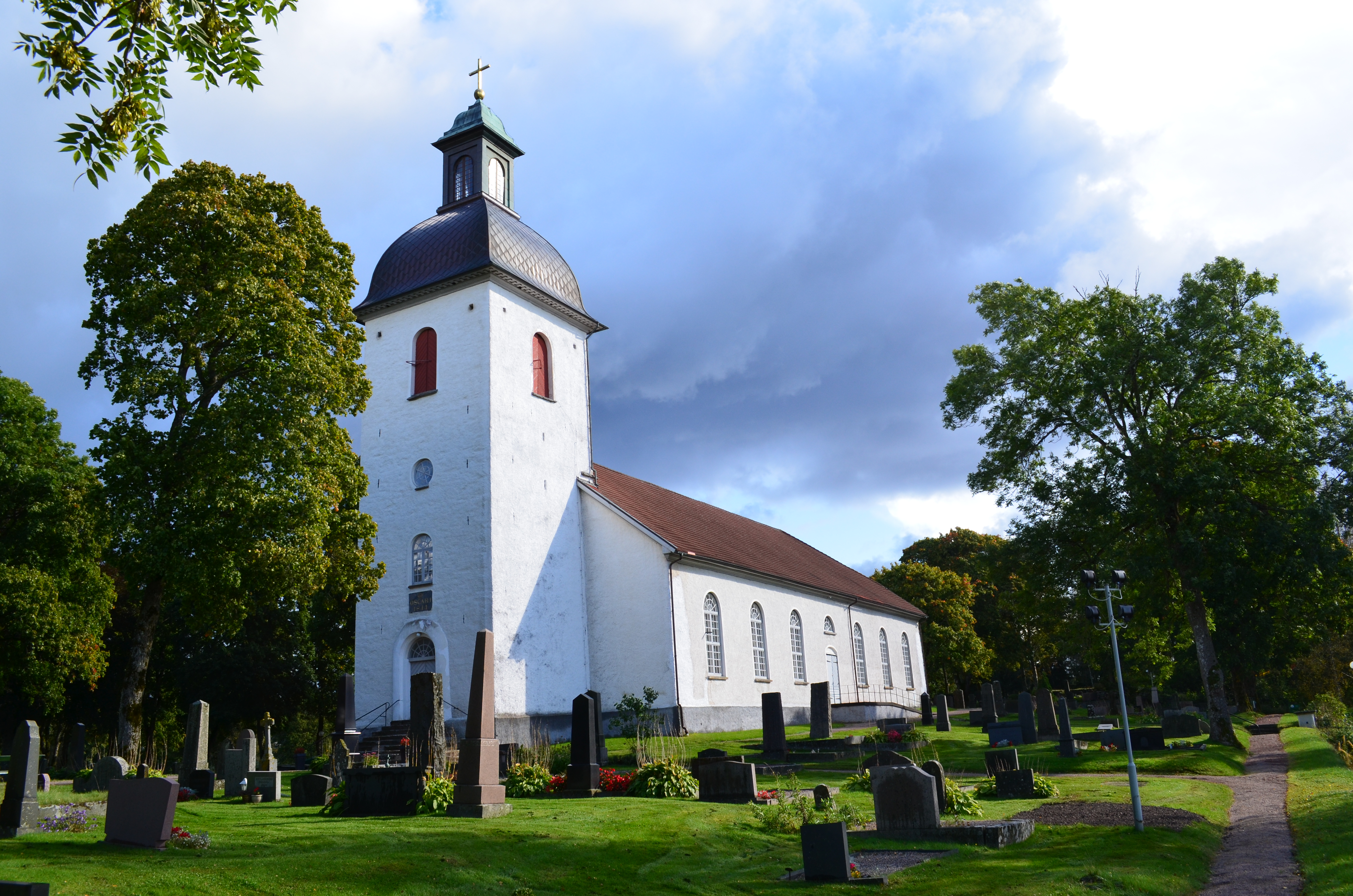
Церква
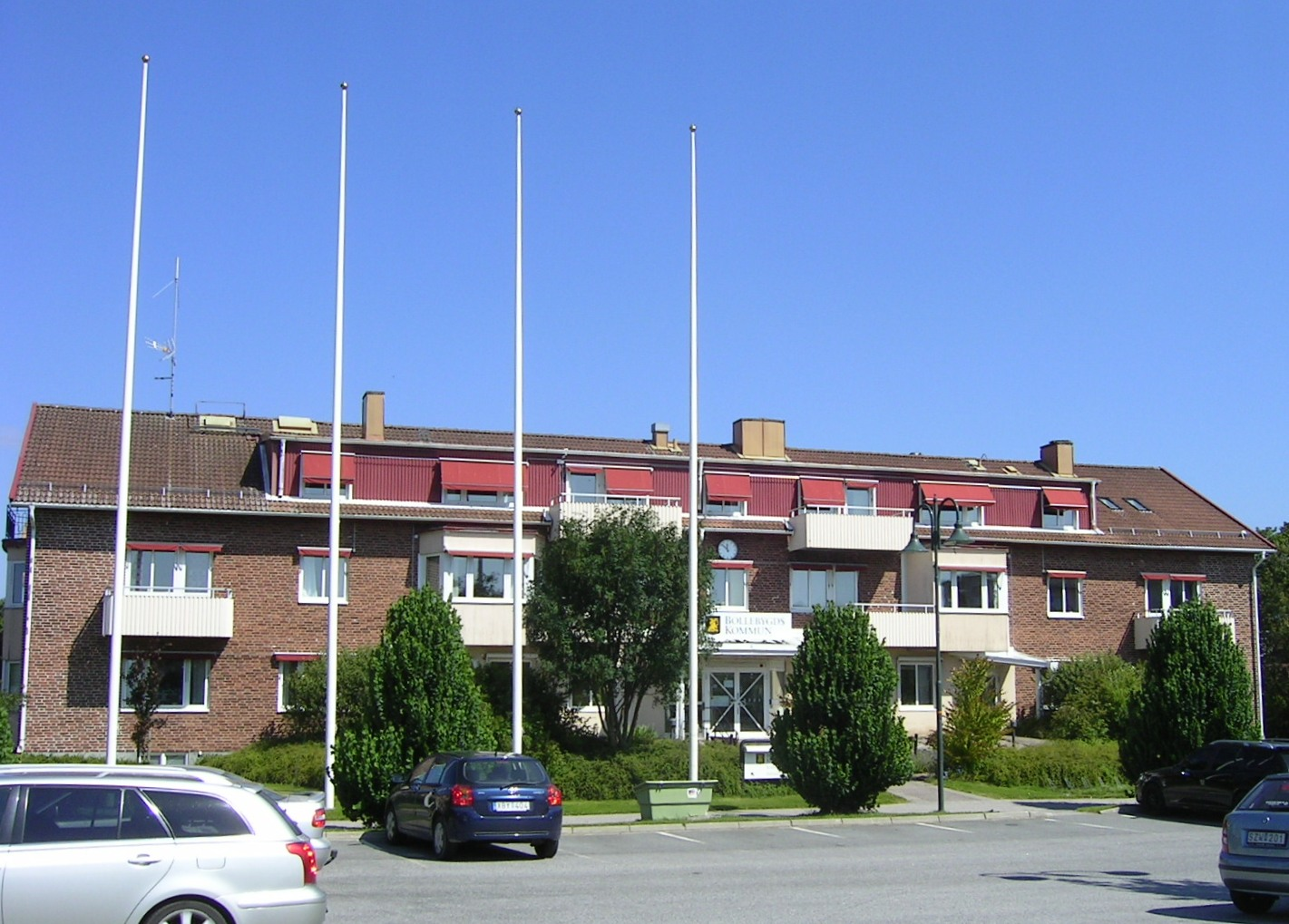
Управа комуни

## Покликання
- Сайт комуни Боллебюгд [Архівовано 26 травня 2022 у Wayback Machine.]